# Standardization Administration of the People’s Republic of China
Die Standardization Administration of the People’s Republic of China (kurz SAC, chinesisch 中国国家标准化管理委员会, kurz 国家标准委) ist eine im April 2001 gegründete chinesische Normungsorganisation.
Die Organisation mit Sitz in Haidian (Peking) vertritt die Interessen Chinas in der Internationalen Normungsorganisation (ISO), der Internationalen Elektrotechnischen Kommission (IEC) und in anderen internationalen und regionalen Normungsorganisationen.

## Deutsch-chinesische Zusammenarbeit
Die deutsch-chinesische Zusammenarbeit auf dem Gebiet der Normung begann im Jahr 1979 durch ein erstes Abkommen. Das Deutsche Institut für Normung e. V. stellte auf Grundlage dieser Vereinbarung der chinesischen Normungsorganisation DIN-Normen zur Verfügung. Das deutsch-chinesische Normeninformationsportal ist ein Ergebnis der Kooperation zwischen DIN und SAC, das Interessenten beider Länder einen Überblick über die technischen Regelwerke bieten soll.
Seit 2006 arbeitet eine deutsch-chinesische Arbeitsgruppe – vertreten durch SAC und DIN – an der Harmonisierung von Normen und Satzungen, um Handelshemmnisse abzubauen. Sie arbeitet unter anderem an folgenden Themen: Lebensmittelsicherheit, Energieversorgung, Umweltschutz und Medizintechnik.
Am 19. März 2012 verlängerten das DIN Deutsches Institut für Normung e. V. und die chinesische Normungsorganisation SAC ihre erfolgreiche Zusammenarbeit über die Bestätigung der Fortsetzung der Kooperationsvereinbarung. Im Mai 2012 trafen beide Normungsorganisationen bei der Sitzung der Kommission Normung des Deutsch-Chinesischen Gemischten Wirtschaftsausschusses (GWA) zusammen. Der GWA ist das wichtigste Koordinationsgremium des deutschen Wirtschafts- und des chinesischen Handelsministeriums.